# Nadine Thal
Nadine Thal (* 19. September 1987 in Leverkusen) ist eine deutsche Fußballspielerin und steht bei Grün-Weiß Brauweiler unter Vertrag (Stand 2021).

## Sportliche Karriere

### Jugend
Nadine Thal begann ihre fußballerische Laufbahn in der Jugendabteilung des TUS Rheindorf in Leverkusen. Dort war sie bis 2001 aktiv, dann wechselte sie in die Jugendabteilung des FFC Brauweiler Pulheim. Dort war sie als Mittelfeldspielerin aktiv.

### Ligen
Von der Jugendabteilung wechselte sie 2005 in die Erste Bundesligamannschaft des FFC Brauweiler Pulheim. Nach der Insolvenz des Vereins im Jahr 2008 wechselte Thal für ein halbes Jahr in die Regionalliga-Mannschaft des SC Fortuna Köln. In der Winterpause spielte sie für 2½ Jahre in der Zweiten Mannschaft von Bayer 04 Leverkusen.
Von August 2011 bis Juni 2014 spielte Thal in der Verbandsliga-Mannschaft des Pulheimer SC. Im Sommer 2014 wechselte sie in die Regionalliga zum SV Eintracht Solingen, wo sie bis zum Sommer 2016 spielte. Hier erzielte sie am 12. April 2016 den Siegtreffer gegen ihren früheren Interimsverein SC Fortuna Köln.
Nach dem Abstieg in die Niederrheinliga erfolgte der Wechsel zum GSV Moers in die Regionalligamannschaft. Im Winter wechselte sie zurück zur Eintracht nach Solingen. Von 2019 bis 2021 gehörte sie dem Kader von Grün-Weiß Brauweiler an. Im Sommer 2021 wechselte sie nach der pandemiebedingten Fußballpause zum HSV Langenfeld in die Niederrheinliga.